# قطعنامه ۵۰۶ شورای امنیت
قطعنامه ۵۰۶ شورای امنیت سازمان ملل متحد که در تاریخ ۲۶ مه ۱۹۸۲ تصویب شد، سندی بین‌المللی دربارهٔ اسرائیل-جمهوری عربی سوریه است. این قطعنامه طی نشست ۲۳۶۹ام با ۱۵ موافق، ۰ مخالف و ۰ ممتنع تصویب شد.